# Castillo de Belalcázar

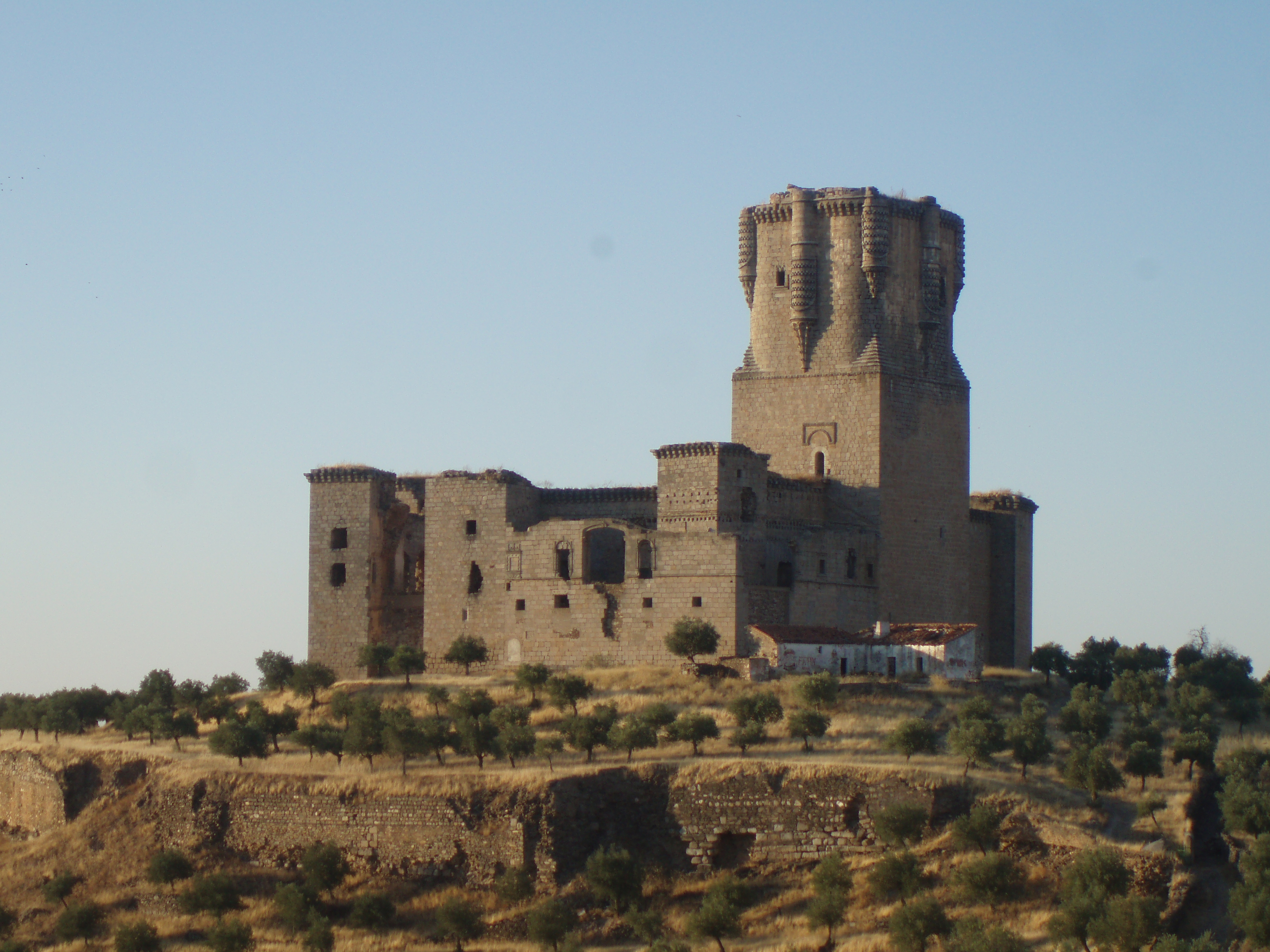
Burg von Belalcázar

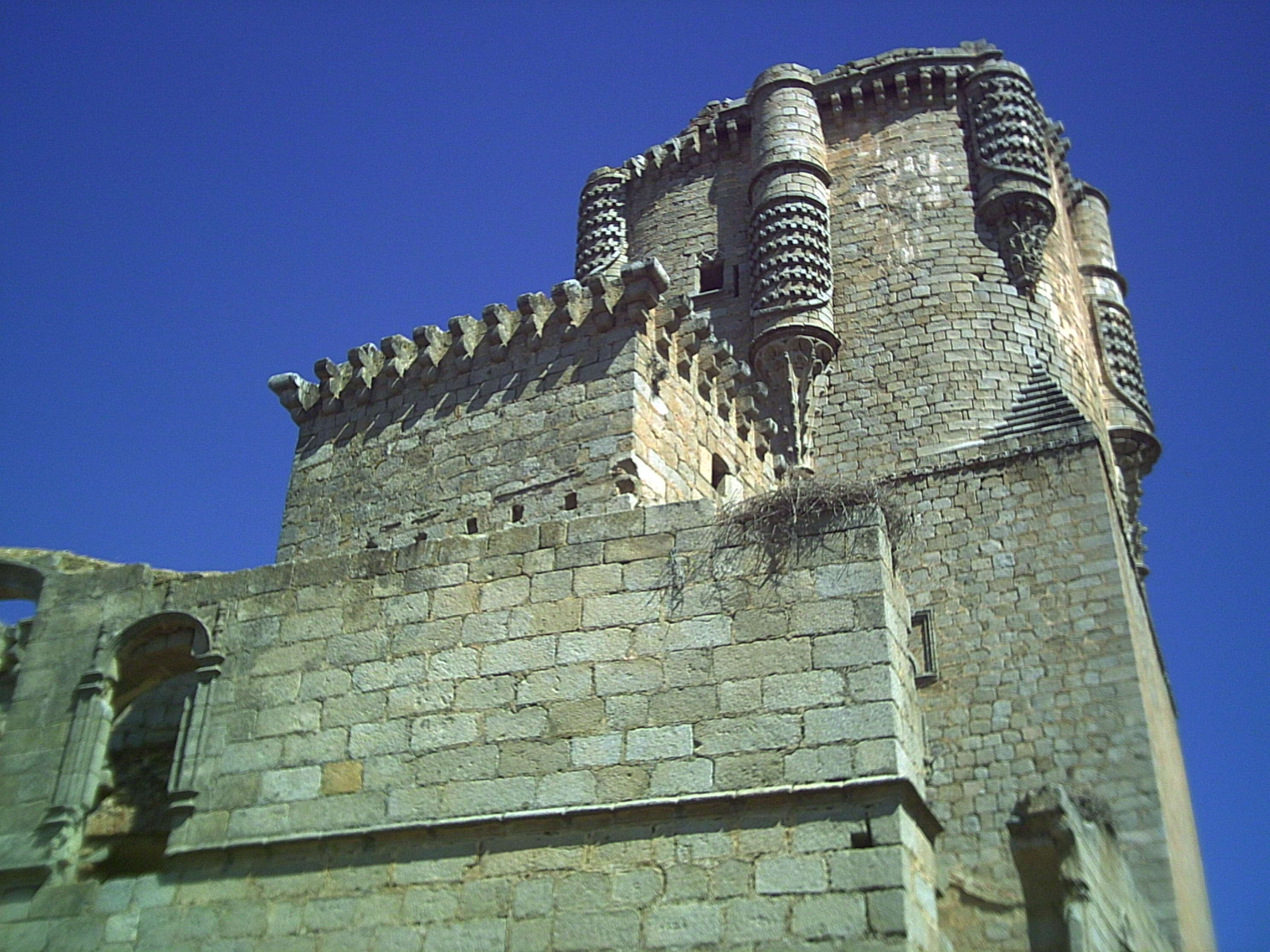
Hauptturm der Burg

Das Castillo de Belalcázar (auch Castillo de Gabete genannt) ist eine Burg in Belalcázar, einer Gemeinde in der spanischen Provinz Córdoba der Autonomen Region Andalusien, die im 15. Jahrhundert errichtet wurde. Die Burg ist seit 1985 ein geschütztes Baudenkmal (Bien de Interés Cultural).

## Geschichte
Gutierrez de Sotomayor, Großmeister des Alcántaraordens, ließ die palastartige Burg errichten. Es scheint, dass am selben Ort schon eine römische Befestigungsanlage gestanden hat, die in maurischer Zeit weitergebaut wurde. Ein wichtiges Zeugnis aus dieser Zeit ist wohl eine Umfassungsmauer mit Torres albarranas die auf den Arroyo Caganchas ausgerichtet sind.
Innerhalb dieses Areals, auf dem höchsten Punkt des Hügels, ist der Bello Alcázar, dem der Ort seinen Namen verdankt. Die Bezeichnung stammt aus der zweiten Hälfte des 15. Jahrhunderts. Die Ersterwähnung findet sich in einer Urkunde, die bestätigt, dass "Don Gutierre de Sotomayor, maestre de Alcántara", 1445 die Festung in Besitz genommen hat, nachdem sie ihm von Juan II. geschenkt wurde.

## Architektur
Die Burg, die in exzellenter Steinmetzarbeit aus Granit errichtet wurde, hat einen viereckigen Grundriss mit hohen Mauern. Sie wurde aus Quadersteinen gebaut und war ursprünglich mit einem doppelten Mauerring umgeben, die durch acht vieleckige Türme unterbrochen sind. Die Türme markieren die Seiten und die Ecken. Durch eine dichte Reihe von Kraggesims erhält die Burg ihren trutzigen Anblick.
Dennoch entsteht der augenfälligste Eindruck der Festung durch den torre del homenaje, der mit 47 m die östliche Mauer weit überragt. In den unteren Dritteln hat er einen quadratischen Grundriss und geht im oberen Drittel in einen runden Grundriss mit mehreren Erkern über. Am Übergang stützen pyramidenförmige Übergänge die Mauern. Dies weist auf Verbindungen zum Clavero de Salamanca, ein Werk aus derselben Epoche, welches für einen anderen Sotomayor errichtet wurde. Das wirklich Außergewöhnliche des Turmes sind jedoch die zylindrischen Erker, die abwechselnd lang und kurz an der Mauer angebracht sind. Diese Oberflächen verbinden sich durch gebogene Bänder günstig mit einem gigantischen Wappenschild der los Sotomayor. Dieser gehört zum Schmuck des Turmes genauso wie die Kragsteinsimse, die charakteristisch für den Flamboyant sind.
Angebaut an die Festung und angrenzend an den Wohnturm erhebt sich ein Palacio renacentista von 1539, der unter der Aufsicht von Hernán Ruiz I von einem lokalen Baumeister errichtet wurde. Der Palast erweckt einen stärker vom Humanismus geprägten Eindruck. Momentan ist der Palast eine Ruine, nur die Fenster werden von Fensterrahmen geschmückt, die an diejenigen der Sakristei von San Juan Bautista in Hinojosa del Duque erinnern.